# اچ‌آر ۳۳۸۴
اچ‌آر ۳۳۸۴ یک ستاره است که در صورت فلکی قطب‌نما قرار دارد.